# Brian Booth
Brian Charles Booth (* 19. Oktober 1933 in Perthville, Australien; † 19. Mai 2023 in Sydney, Australien) war ein australischer Cricket- und Hockeyspieler, der zwischen 1961 und 1966 für die australische Nationalmannschaft spielte und für die australische Hockeynationalmannschaft an den Olympischen Spielen 1956 teilnahm.

## Kindheit und Ausbildung
Booth wuchs als Sohn eines Marktgärtners in Perthville auf, einer kleinen Ortschaft nahe Bathurst. Schon während seiner Grundschulzeit spielte er aktiv Cricket und spielte zusammen mit seinem Vater im örtlichen Cricketclub, wenn Spieler fehlten. Auch spielte er ab dem 12. Lebensjahr für die Bathurst High School.

## Aktive Karriere

### Teilnahme an den Olympischen Spielen
Nach der Schule arbeitete er als Lehrer und wechselte zu St George, als er nach Sydney zog. Sein First-Class-Debüt gab er im Sheffield Shield 1954/55 für New South Wales. In der Saison kam auch England für die Ashes nach Australien. Während er in der Schule lehrte, wurde er als Notersatz in das 40 km entfernte Sydney Cricket Ground gerufen, wo er dann das strauchelnde Team von New South Wales in dem Tour Match gegen die englische Mannschaft ins sichere Fahrwasser befördern konnte und so den Sieg ermöglichte. Jedoch gelang es ihm zunächst nicht sich fest im Team von New South Wales zu etablieren. Neben dem Cricket im Sommer war er auch für Hockey im Winter aktiv. So wurde er 1955 für das Hockeyteam von New South Wales nominiert und absolvierte mit diesem 1956 eine Tour in Neuseeland. Dabei konnte er so beeindrucken, dass er für die Nationalmannschaft nominiert wurde. Daraufhin vernachlässigte er das Cricket und konzentrierte sich auf Hockey. Australien war dann 1956 als Gastgeber erstmals für die Olympischen Spiele qualifiziert. Booth kam dabei erst in den Platzierungsspielen zum Einsatz und erzielte mit dem Team den fünften Platz.

### Anfänge in der Cricket-Nationalmannschaft
Nach den Olympischen Spielen konzentrierte er sich wieder auf Cricket und konnte sich daraufhin bei New South Wales etablieren. Als wichtige Test-Spieler auf Grund der Tour in Indien fehlten, konnte er in der Saison 1959/60 als drittbester Batter der Liga herausragen. Nach weiteren guten Leistungen wurde er dann für die Tour in England im Sommer 1961 nominiert. Dort gab er dann im vierten Test in Manchester sein Test-Debüt. Im letzten Test der Serie gelang ihm dann sein erstes Fifty über 71 Runs. Als England im November 1962 nach Australien kam, war er wieder im Aufgebot. Hier gelang ihm im ersten Test in Brisbane sein erstes Test-Century über 112 Runs. Im zweiten Test der Serie versuchte er Australien im zweiten Innings vor der Niederlage zu bewahren und spielte auf Zeit. Dabei gelang ihm mit 103 Runs aus 274 Bällen ein weiteres Century, doch wurde das Spiel dennoch verloren. Im vierten Spiel der Serie gelang ihm dann noch einmal ein Fifty (77 Runs). Ein Jahr später folgte eine Test-Serie gegen Südafrika. Auch hier begann er die Serie mit einem Century, als ihm 169 Runs gelangen. Nach zwei Fifties (75 und 58 Runs) in den nächsten beiden Spielen gelang ihm dann im letzten Spiel ein weiteres Century (102* Runs aus 233 Bällen) und Fifty (87 Runs).

### Aufstieg zum Kapitän und Karriereende

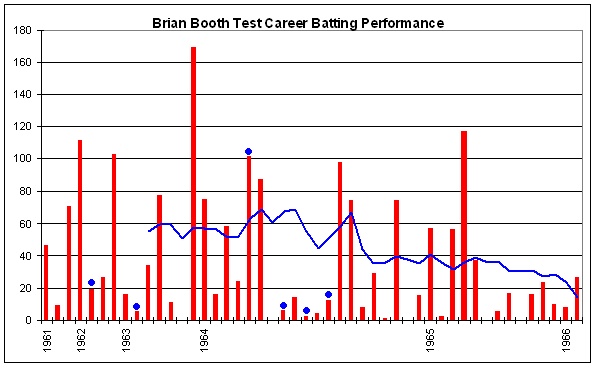
Booths Batting-Statistiken

In der Folge wurde er als Vize-Kapitän ernannt und seine Leistungen waren weit weniger beeindruckend. Im Sommer reiste er mit dem Team nach England, wo ihm zwei Fifties (98 und 74 Runs) gelangen. In der Saison 1964/65 folgte dann eine Reise nach Indien, bei der er ein Fifty (74 Runs) erzielte. Im Dezember kam Pakistan nach Australien, wobei ihm ebenfalls ein Half-Century (57 Runs) gelang. Zum Ende der Saison folgte dann eine Tour in die West Indies. Nach einem Fifty (56 Runs) im ersten Spiel konnte er dann im zweiten noch einmal ein Century über 117 Runs. Kurz vor Beginn der Tour gegen England im Dezember 1965 brach sich der reguläre Kapitän Bob Simpson den Arm und Booth wurde als Kapitän eingesetzt. Im zweiten Spiel war Simpson wieder zurück, fiel jedoch im dritten Test erneut aus. Booth übernahm ein weiteres Mal die Kapitänsrolle, verlor das Spiel jedoch mit einer Inningsniederlage. Daraufhin wurde er aus dem Kader gestrichen und er kam zu keinem Nationalmannschaftseinsatz mehr. Richie Benaud als Chef-Selektor entschuldigte sich daraufhin bei ihm, dass er gezwungen war ihn aus dem Team zu werfen, nachdem er kurz zuvor noch zum Kapitän aufgestiegen war. Er spielte weiter für New South Wales, gab jedoch auch dort in der Saison 1968/69 seinen Abschied, als der Sonntag dort als Spieltag eingeführt wurde, was er aus religiösen Gründen ablehnte.

## Nach der Karriere
Booth spielte bis zum Rentenalter weiter Clubcricket und übernahm die Rolle des Vize-Präsidenten für New South Wales Cricket. Bei der Parlamentswahl in Australien 1974 war er Kandidat für die Liberal Party, konnte sich jedoch nicht durchsetzen. Im Jahr 1982 wurde er von Königin Elisabeth II. mit einem MBE ausgezeichnet. Seine Nichte Brooke Krueger war Hammerwerferin und vertrat Australien bei den Olympischen Spielen 2004 in Athen.